# Финберг, Михаил Яковлевич
Михаи́л Я́ковлевич Фи́нберг (бел. Міхаіл Якаўлевіч Фінберг; 21 февраля 1947, Мозырь — 11 декабря 2021, Минск) — советский и белорусский дирижёр, профессор Белорусской государственной академии музыки. Художественный руководитель — директор заслуженного коллектива Республики Беларусь Национального академического концертного оркестра Республики Беларусь. Народный артист Беларуси (1994).

## Биография
Родился 21 февраля 1947 года в Мозыре в еврейской семье.
В музыкальной школе занимался скрипкой. Окончил Белорусскую государственную консерваторию по специальности «Тромбон» (1970) и аспирантуру при ней по специальности «Оркестровое дирижирование». Профессор Белорусской академии музыки.
Воспитанник военного оркестра штаба Белорусского военного округа (1962—1966); артист оркестра Белорусского радио и телевидения (1967—1970); дирижёр, главный дирижёр оркестра Минского государственного цирка (1970—1987).
С 1987 года — художественный руководитель — директор Государственного концертного оркестра Беларуси.
В 1995 году был дирижёром оркестра на конкурсе песни «Евровидение» во время выступления Филиппа Киркорова с песней «Колыбельная для вулкана». Позднее вошёл в жюри НГТРК национального отбора Белоруссии на конкурс «Евровидение». Дирижёр музыкального фестиваля «Славянский базар».
В 1995—1997 годах, а также в 1998—1999 годах Михаил Финберг и его оркестр были постоянными участниками телеигры «Угадай мелодию» на ОРТ, исполняя заглавную музыкальную тему и джинглы правильного и неправильного ответов, иногда оркестр выступал без дирижёра. Также Михаил Финберг и его оркестр приняли участие в некоторых телевизионных передачах в 1990-х годах (одна из которых вышла на НТВ в 1999 году).
М. Финберг был членом Комитета по государственным премиям Республики Беларусь, входил в правление Белорусского союза музыкальных деятелей. Был также заместителем председателя общественного совета по делам искусств при Совете Министров Республики Беларусь.
В декабре 2000 года Президентом Республики Беларусь Александром Лукашенко назначен членом Совета Республики Национального собрания Республики Беларусь художественного руководителя Государственного концертного оркестра Республики Беларусь. Являлся членом Постоянной комиссии Совета Республики Национального собрания Республики Беларусь по социальным вопросам.
Скончался 11 декабря 2021 года в Минске. Соболезнования родственникам Михаила Финберга выразил Президент Республики Беларусь Александр Лукашенко. Прощание прошло 13 декабря 2021 года в здании Белорусской государственной филармонии, отпевание состоялось в Всехсвятской церкви, похоронен на центральной аллее Восточного кладбища.

## Награды и звания
- Заслуженный деятель искусств Белорусской ССР (1990)[13]
- Народный артист Беларуси (1994)
- Государственная премия Республики Беларусь (1996)
- Орден Франциска Скорины (2006)
- Почётная грамота Национального собрания Республики Беларусь (29 января 2002 года) — за заслуги в развитии законодательства, парламентаризма и значительный вклад в национальную культуру Республики Беларусь[14]
- Почётная грамота Совета Министров Республики Беларусь (8 января 2007 года) — за значительный вклад в развитие белорусского музыкального искусства, создание ярких самобытных концертных программ, пропаганду и популяризацию белорусского эстрадного искусства[15]
- Премия Союзного государства в области литературы и искусства (2008)[16][17]
- Почётная грамота Совета Министров Республики Беларусь (17 февраля 2012 года) — за высокие достижения в творческой деятельности, значительный вклад в сохранение белорусской исполнительской школы и традиций национального музыкального наследия[18]
- Премия Президента Республики Беларусь «Через искусство — к миру и взаимопониманию» (2016)
- Почётный гражданин г. Мозыря (2005), г. Несвижа (2006), Минской области (2012)[19][20]

## Память
- На основании приказа Министерства культуры Республики Беларусь от 29.08.2022 № 180 и Свидетельства о государственной регистрации юридического лица, выданного Минским городским исполнительным комитетом 2 сентября 2022 года, Государственному оркестру Беларуси присвоено имя его создателя и бессменного на протяжении почти 35-ти лет руководителя, Михаила Яковлевича Финберга. С этого времени оркестр официально называется — Заслуженный коллектив «Национальный академический концертный оркестр Беларуси имени М. Я. Финберга».
- 21 февраля 2023 года в Минске открыли мемориальную доску народного артиста Беларуси Михаила Финберга, в день его рождения. Эксклюзивный заказ в бронзе выполнил народный художник Беларуси Владимир Слободчиков. Доска памяти разместилась на доме, в котором жил народный артист, по ул. Захарова, 50В[21][22].
- 9 июня 2023 года в Молодечно открыли мемориальную доску Михаилу Финбергу на фасаде Дворца культуры во время Национального фестиваля белоруской песни и поэзии «Молодечно-2023»[23][24].
- 5 сентября 2023 года в Минске открыли памятник Михаилу Финбергу[25].
- Имя народного артиста Беларуси Михаила Финберга присвоено улице в г. п. Мир[26].

## Личная жизнь
26 ноября 1970 года женился на Алле Гофман. Ровно через два года, 26 ноября 1972 года у супругов родился сын Александр. В 1992 году сын Михаила Финберга переехал на постоянное место жительства в Израиль. Алла и Михаил Финберги развелись в 1995 году, после чего уже бывшая супруга Михаила Яковлевича присоединилась к сыну в Израиле.